# Matt Blunt
Matthew Roy Blunt, född 20 november 1970 i Springfield, Missouri, är en amerikansk republikansk politiker. Han var Missouris guvernör 2005–2009.
Matt Blunt utexaminerades 1993 från United States Naval Academy med historia som huvudämne.
Blunt har tjänstgjort i USA:s flotta ombord på USS Jack Williams och USS Peterson.
Blunt och hans hustru Melanie är gifta sedan 1997; sonen William Branch Blunt föddes 2005. Blunt hör till Southern Baptist Convention.
Han är son till Roy Blunt som har varit ledamot av USA:s senat.